# Туннель (фильм, 2001)
«Туннель» (нем. Der Tunnel) — немецкий фильм 2001 года, основанный на реальных событиях переправки 29 граждан ГДР в Западный Берлин по Туннелю 29.

## Сюжет
1961 год. Постройка Берлинской стены. Чемпион ГДР по плаванию Гарри Мельхиор нелегально перебирается в Западный Берлин. Однако его любимая сестра Лотта с семьёй осталась на Востоке. У его друзей также остались родственники в ГДР, которые ждут, чтобы их «вытащили» на Запад. Гарри предлагает своему другу, инженеру Маттиасу Хиллеру, спроектировать и построить туннель в Восточный Берлин. К ним, желая «вытащить» своего жениха, присоединяется молодая девушка Фридерика Шольц (Фритци), которую Гарри подозревает в предательстве. Однако он меняет своё мнение после того, как Фритци спасает ему жизнь при обвале туннеля.
Тем временем Штази не дремлет. Начальник управления по борьбе с нелегальной эмиграцией полковник Крюгер вербует девушку Хиллера, Каролу, которую поймали при попытке бегства на Запад (самому Хиллеру удалось уйти). Карола сближается с Лоттой, которая получила весточку от Гарри…
На лицензионном DVD фильм в России выпустила фирма «CP Digital».

## В ролях
- Хайно Ферх — Гарри Мельхиор
- Себастьян Кох — Маттиас Хиллер
- Николетт Кребиц — Фридерика Шольц
- Александра Мария Лара — Лотта Ломан
- Клаудия Михельсен — Карола Лангензип
- Уве Кокиш — полковник Крюгер